# Ледник Туэйтса
Ледник Туэйтса, также известный как «ледник судного дня» (англ. Doomsday Glacier) — ледник в Западной Антарктиде, известный своим быстрым движением и угрозой увеличения уровня мирового океана. В поперечнике выводная часть ледника простирается на 120 км вдоль побережья, что является рекордным показателем среди всех других ледников. Впадает в залив Пайн-Айленд моря Амундсена, к востоку от потухшего вулкана Мерфи. Скорость движения поверхности ледника более 2 км/год. Назван в честь учёного-гляциолога Фредрика Т. Туэйтса (Fredrik T. Thwaites, 1883—1961).
Вместе с ледником Пайн-Айленд, ледник Туэйтса был описан как часть «слабого подбрюшья» Западно-Антарктического ледового щита. В случае полного разрушения и таяния этого ледника уровень Мирового океана вырастет на 0,6 м (что способно повлечь дальнейшее поднятие уровня моря до трех метров), его современное таяние ответственно за 4 % от всего текущего роста уровня моря. Ежегодно с ледника  поступает в океан 50 млрд тонн льда. 
Согласно исследованиям Вашингтонского университета, проведённым в 2014 году с использованием спутниковых измерений и компьютерных моделей, ледник будет постепенно таять, что приведёт к его необратимому коллапсу в следующие 200—1000 лет. 
По уточнённым данным 2021 года плавающая часть ледника может разрушиться за следующие 5 или 10 лет.
Для изучения таяния ледника выделено $50 млн, за счёт которых проводится пятилетнее международное исследование.

### Комментарии
1. ↑  По другим данным, более 200 тыс.[1]